# ESP Tom Araya
ESP Tom Araya é um modelo de assinatura de baixo elétrico do ex-baixista da banda Slayer Tom Araya, distribuído pela ESP Guitars.
Araya queria um modelo "lower-end" tão bom e mais barato quanto um "high-end", porque dizia: "Nem todos os fãs podem comprar um baixo que lhes custaria o preço de seus braços e suas pernas". Ele queria que o baixo tivesse um pescoço fino, como uma guitarra assim seria mais fácil tocar nele ao invés de ter um pescoço muito grosso, que exigem mais esforço para chegar com os dedos.

## Variações
- TA-600
- TA-200